# Skala (musik)
 For alternative betydninger, se Skala. (Se også artikler, som begynder med Skala)
En skala betegner en trinvis tonerække, som regel løbende over en oktav. 
I tonal musik er det de toner i et musikstykke, der har højest prioritet i stykket og som oftest høres ved improvisation.

## Almindelige skalaer

### Syvtone-skalaen
Traditionelt har de syv toner i grundskalaen været mest anvendt, også som udgangspunkt til dannelse af nye skalaer.
Mest kendte syv-tone skalaer: 
- Dur-skalaen,
- mol-skalaen
- Afledte skalaer.

### Femtone-skala
En pentaton skala har fem toner. En heltoneskala har seks toner, med et toneinterval på en hel tone.

### Kromatisk skala
Den kromatiske skala har tolv toner, med et toneinterval på en halv tone i alle skalens toner.
I tolvtone-kompositionen er alle toner ligestillet og giver mange gange en fornemmelse af fraværet af en bestemt toneart.

## Oversigt over kirketoneskalaer
I nutidig musik er de viste skalaer de mest anvendte. 
| Skalanavn                  | Nodeinterval  | Skala i C            | Eksempel        |
| Moderne skalaer            |               |                      |                 |
| Jonisk skala (moderne dur) | T-T-s-T-T-T-s | C-D-E-F-G-A-H-C      | Afspil eksempel |
| Dorisk skala               | T-s-T-T-T-s-T | C-D-Eb-F-G-A-Bb-C    | Afspil eksempel |
| Frygisk skala              | s-T-T-T-s-T-T | C-Db-Eb-F-G-Ab-Bb-C  | Afspil eksempel |
| Lydisk skala               | T-T-T-s-T-T-s | C-D-E-F#-G-A-H-C     | Afspil eksempel |
| Mixolydisk skala           | T-T-s-T-T-s-T | C-D-E-F-G-A-Bb-C     | Afspil eksempel |
| Æolisk skala (moderne mol) | T-s-T-T-s-T-T | C-D-Eb-F-G-Ab-Bb-C   | Afspil eksempel |
| Lokrisk skala              | s-T-T-s-T-T-T | C-Db-Eb-F-Gb-Ab-Bb-C | Afspil eksempel |
| Pentatone skalaer          |               |                      |                 |
| Pentaton skala             | T-T-sT-T-Ts   | C-D-E-G-A-C          | Afspil eksempel |
| Bluesskala                 |               |                      |                 |
| Blues-skala                | Ts-T-s-s-Ts-T | C-Eb-F-F#-G-Bb-C     | Afspil eksempel |

T: Heltone s: Semi-tone(halvtone) 
Alle kirketonearterne er afledt af grundskalaens toner som grundtone i en ny skala. Populært sagt svarer det til at starte en skala fra hvilken som helst tone fra de hvide tangenter og derefter fortsætte tonerækken vha. de hvide tangenter. Det er de intervaller, der fremkommer, der er grundlaget for skalaerne.
Blues-skalaen er et eksempel på, hvordan oprindelsen af "blå noder" (det vil sige ikke helt rene toner) får indflydelse på vores musik, og bruges i dag; f.eks. i rock.